# Atlas Air
Ne doit pas être confondu avec Air Atlas.
Atlas Air (code IATA : 5Y ; code OACI : GTI) est une compagnie aérienne cargo américaine basée à Purchase dans l'État de New York. Fondée en 1992, elle assure aujourd'hui des vols dans 101 villes de 46 pays. Son hub principal est l'aéroport international de Miami.

## Flotte
Au 2 mai 2025, Atlas Air exploitait 72 appareils.

## Galerie

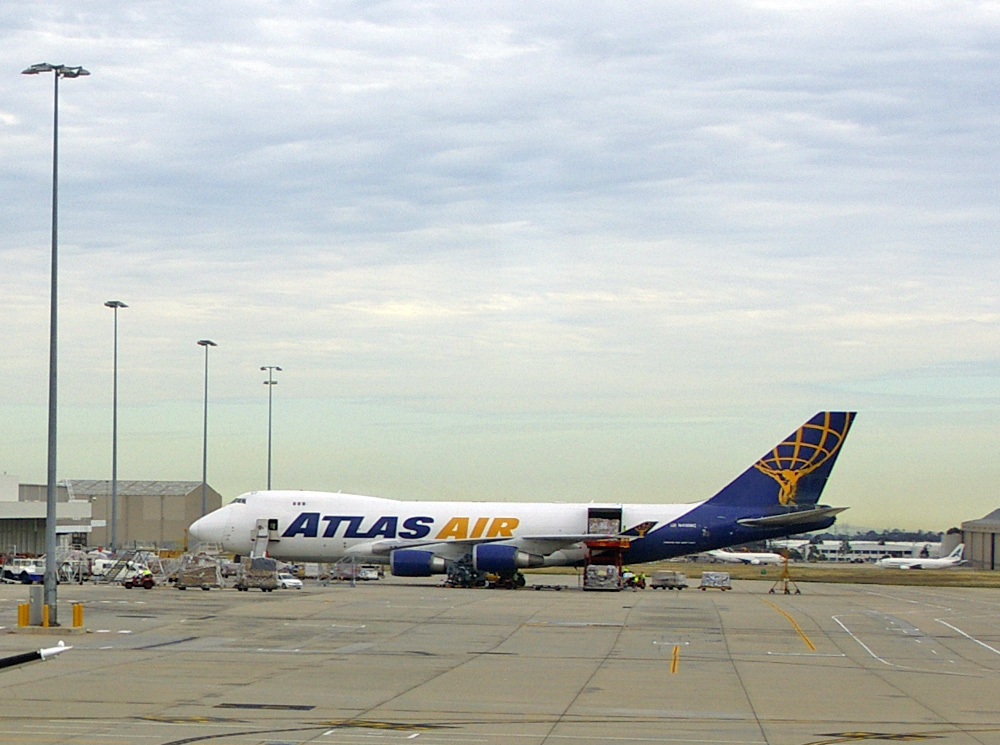
Boeing 747-400F
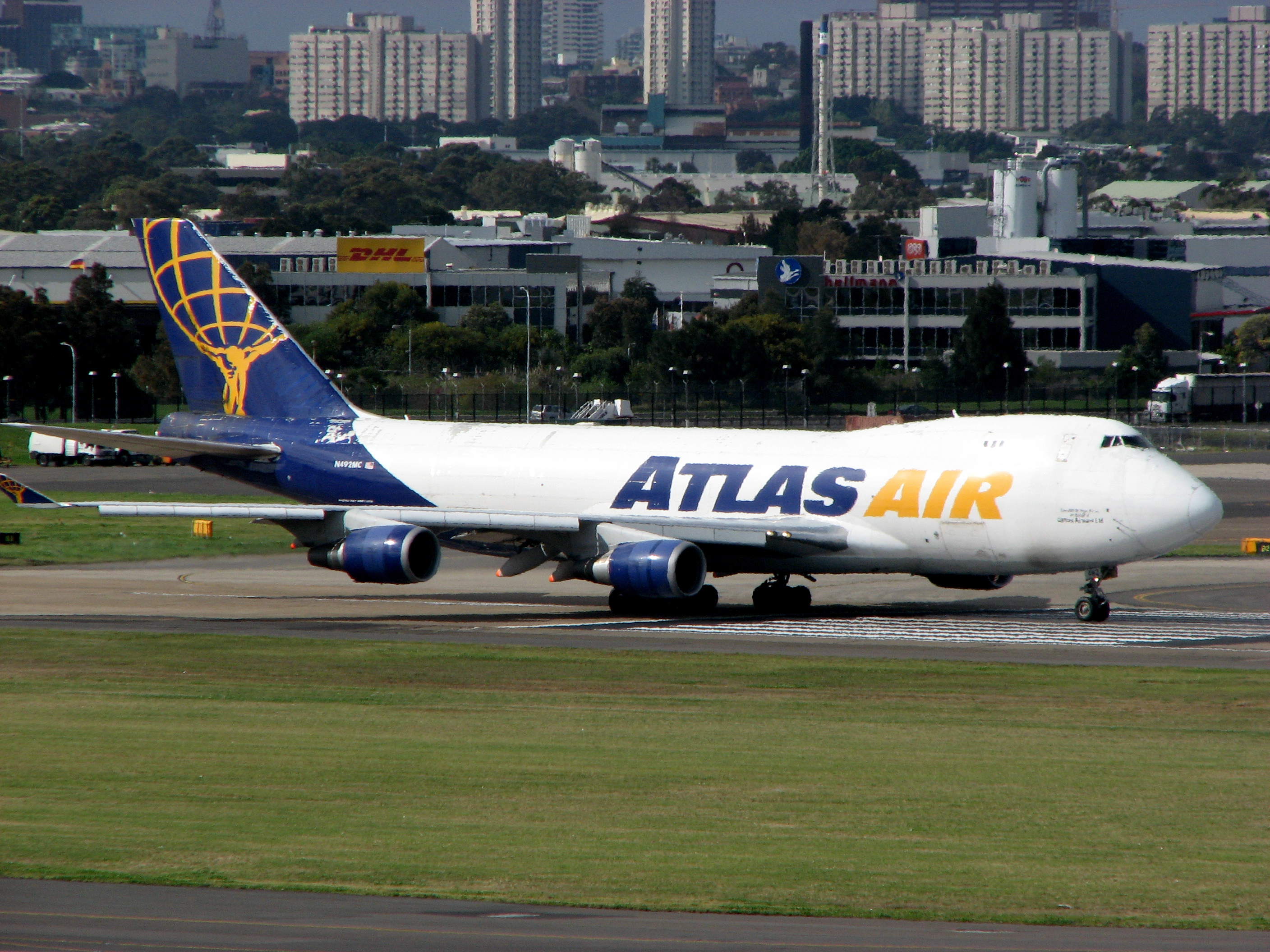
Boeing 747-400F
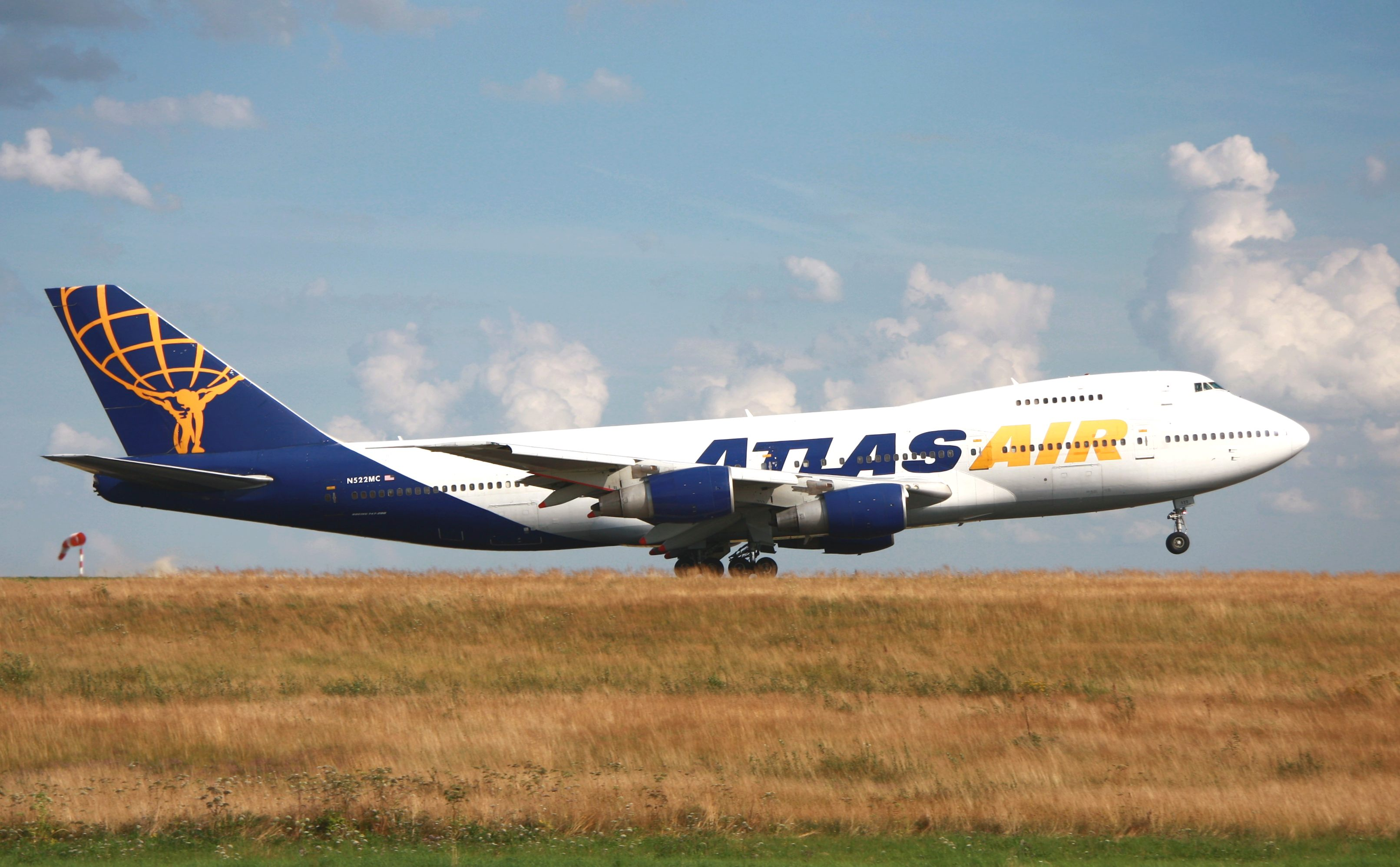
Boeing 747-200

## Accidents
23 février 2019 : L'avion, un Boeing 767-300ERF, immatriculé N1217A, vol Atlas Air 3591, qui effectuait la liaison entre l'aéroport international de Miami (Floride) et l'aéroport intercontinental George Bush de Houston (Texas) avec trois membres d'équipage à bord, était en approche de l'aéroport, vers 12h45, heure locale, aux alentours de 1300 pieds, lorsque l'appareil a disparu des écrans radar. L'avion s'est écrasé dans la baie de Trinity, au Texas.